# Thomas Mofolo

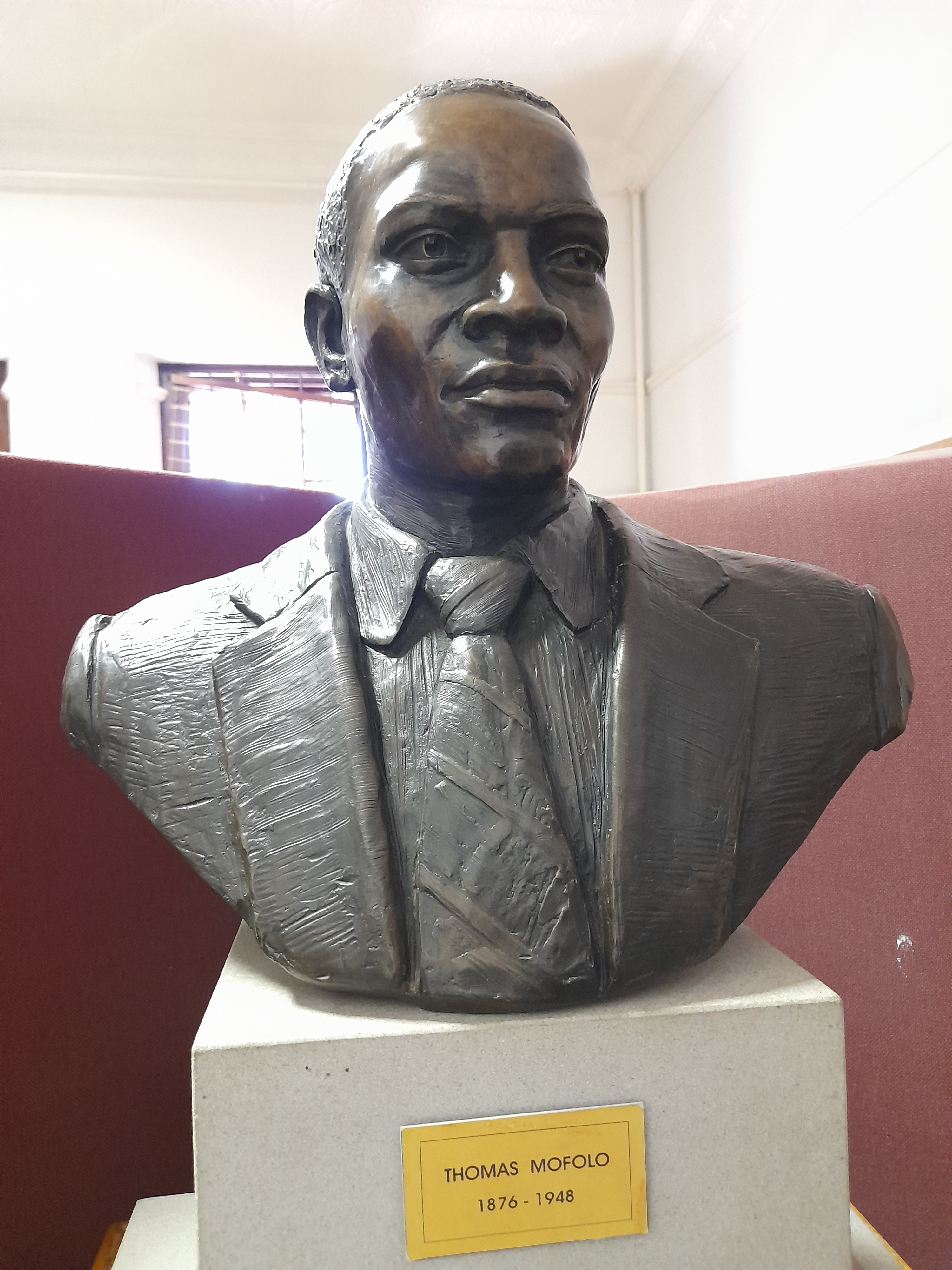
Büste von Mofo in einem Museum im südafrikanischen Bloemfontein (2025)

Thomas Mokopu Mofolo (* 22. Dezember 1876 in Khojane bei Mafeteng in Basutoland, heute Lesotho; † 8. September 1948 in Teyateyaneng in Basutoland) war ein afrikanischer Schriftsteller.

## Leben
Thomas Mofolo wurde als zweiter Sohn des christlichen Ehepaares Abiner Mofolo und Aleta Mputi geboren. Er gehörte dem Volk der Basotho an. Mofolo besuchte die Elementarschule der Missionsgesellschaft Société des missions évangéliques de Paris, einer Vorläuferin der heutigen Lesotho Evangelical Church in Southern Africa, in Qomoqomong im Süden Basutolands. Danach besuchte er die Schule derselben Missionsgesellschaft in Masitise am Senqu. Mofolo wurde am 26. August 1894 konfirmiert. Danach begann er eine Tätigkeit in der Druckerei und dem Verlag der Missionsgesellschaft in Morija. 1896 trat er ins Lehrerseminar von Morija ein, wo er 1898 das Lehrerdiplom erwarb. Danach kehrte er in den Verlag zurück. Wegen des Zweiten Burenkrieges machte er 1900 eine Schreinerlehre an der Leloaleng Technical School der Missionsgesellschaft, um ab 1901 als Lehrer zunächst im nördlichen Kapland, dann in Maseru zu arbeiten. In dieser Zeit begann Mofolos schriftstellerische Tätigkeit. Er führte drei Ehen, aus denen drei Töchter und drei Söhne hervorgingen.
1908 lag neben verschiedenen kleineren Schriften eine erste Fassung des Chaka vor, der aber erst 1926 erschien. Das Buch war in Mofolos Muttersprache Sesotho geschrieben, der Verlag wollte es aber nicht veröffentlichen. Es folgte eine Zeit der Krise. Am 23. März 1910 gab Mofolo seine Tätigkeit in Morija auf, übersiedelte nach Sambia ins dortige Kupferbergbaugebiet und dann nach Witwatersrand in Südafrika. Ab 1912 heuerte er für eine Minengesellschaft Arbeiter in Basutoland an, eine Tätigkeit, die bis 1928 anhielt. 1916 machte sich Mofolo selbstständig und gründete eine Getreidemühle in Teyateyaneng, die er 1928 verkaufte. Er betätigte sich in dieser Zeit auch politisch, kritisierte die Auswüchse des traditionellen Herrschaftssystems und wurde Mitglied der Basutoland Progressive Association. Nach 1928 pachtete und bewirtschaftete Mofolo verschiedene Farmen mit mäßigem Erfolg und eröffnete schließlich in Matatiele eine Pension. 1940 kehrte er nach Teyateyaneng zurück. 1941 erlitt er einen Schlaganfall, dessen Folgen er nur teilweise überwinden konnte. Am 8. September 1948 starb Thomas Mofolo.

## Werke (Auswahl)
- Chaka der Zulu (Manesse Bibliothek der Weltliteratur). Aus dem Englischen übertragen und herausgegeben von Peter Sulzer. Manesse, Zürich 1953 (Biographie, erschien erstmals 1926 in Sesotho)
- Chaka Zulu (Manesse Bibliothek der Weltliteratur).Übersetzt aus dem Sesotho, Nachwort und Anmerkungen von Peter Sulzer. Manesse, Zürich 1982, ISBN 3-7175-1748-1
- Pitseng (deutsch etwa: Im Topf bzw. Pitseng (Ortsname in Basutoland, heute Lesotho)), Bildungsroman
- Moeti oa bochabela (deutsch etwa: Der Ostpilger), Roman

Eine weitere eingehende Besprechung des Chaka findet sich in der oben erwähnten Manesse-Ausgabe, S. 316 ff. Dort findet sich ab S. 299 auch eine Biographie über Thomas Mofolo.

## Leistungen
Mit seinen Werken nahm Mofolo historische Ereignisse auf. Dabei ragt sein Roman Chaka über den Zuluhäuptling Chaka (1787–1828) heraus. Das bezieht sich auf die Bedeutung des Mannes Chaka selbst wie auf die Intensität von Mofolos Sprache und den dargestellten Konflikt zwischen „Naturreligion“ und Christentum. In allen seinen Werken steht dieser Zwiespalt im Vordergrund. In Chaka wird der Leser mit einer Brutalität und Irrationalität afrikanisch-animistischer Machtausübung konfrontiert, die in Europa teilweise verdrängt wird. Mofolo konfrontiert in seinen Romanen Afrika mit der christlichen Verantwortungsethik und nimmt diese konsequent als Bewertungsmaßstab.
Das Buch Chaka gilt als bedeutendstes Stück Prosa, das je in Sesotho verfasst wurde. Die Bibliothek der National University of Lesotho heißt daher dem Autor zu Ehren Thomas Mofolo Library (deutsch: Thomas Mofolo-Bibliothek).
Die Township Mofolo in Soweto in Südafrika wurde nach Thomas Mofolo benannt.
Die ab 1986 produzierte, erfolgreiche Fernsehserie Shaka Zulu basiert nicht auf dem Buch von Thomas Mofolo.